# Feilluns
Feilluns en idioma francés y oficialmente, Felhuns en occitano, es una localidad  y comuna francesa, situada en el departamento de Pirineos Orientales en la región de Languedoc-Rosellón y comarca histórica de Fenolleda. En la comuna confluyen los ríos Matassa y Désix.
A sus habitantes se les conoce por el gentilicio de fellunois en francés.

## Historia
La comuna se denominó Felluns hasta el 25 de febrero de 2020.

## Demografía
| 69 | 76 | 57 | 42 | 48 | 57 |
| Para los censos de 1962 a 1999 la población legal corresponde a la población sin duplicidades (Fuente: INSEE [Consultar]) |    |    |    |    |    |